# ميوكي ياماشيتا
ميوكي ياماشيتا (باليابانية: 山下 美幸) هي مجدفة يابانية، ولدت في 28 أغسطس 1971 في توياما في اليابان.

## وصلات خارجية
- ميوكي ياماشيتا على موقع الاتحاد الدولي للتجديف (الإنجليزية)
- ميوكي ياماشيتا على موقع اللجنة الأولمبية الدولية (الإنجليزية)
- ميوكي ياماشيتا على موقع أوليمبيديا (الإنجليزية)